# إدواردو فيليز
إدواردو فيليز (بالإسبانية: Eduardo Vélez)‏ هو لاعب كرة مضرب مكسيكي، ولد في 20 أبريل 1969 في مونتيري في المكسيك.

## وصلات خارجية
- إدواردو فيليز على موقع رابطة محترفي التنس (الإنجليزية)
- إدواردو فيليز على موقع الاتحاد الدولي لكرة المضرب (الإنجليزية)
- إدواردو فيليز على موقع خلاصة التنس.كوم (الإنجليزية)